# Simogram
Simogram – najstarsza technika analizy i usprawniania przebiegu oraz synchronizacji ruchów roboczych w powtarzalnych i ciągłych procesach pracy ręcznej, opracowana przez F. B. Gilbertha. Sporządzany jest na podstawie analizy filmowej badanych operacji.